# تراموا مولهایم/اوبرهاوزن
تراموا مولهایم/اوبرهاوزن (انگلیسی: Trams in Mülheim/Oberhausen) سیستم تراموا در مولهایم آن در رور و اوبرهاوزن، آلمان است.
این تراموا که در سال ۱۸۹۷ تأسیس شده دارای ۳ خط و ۳۲ کیلومتر طول است.

## نگارخانه

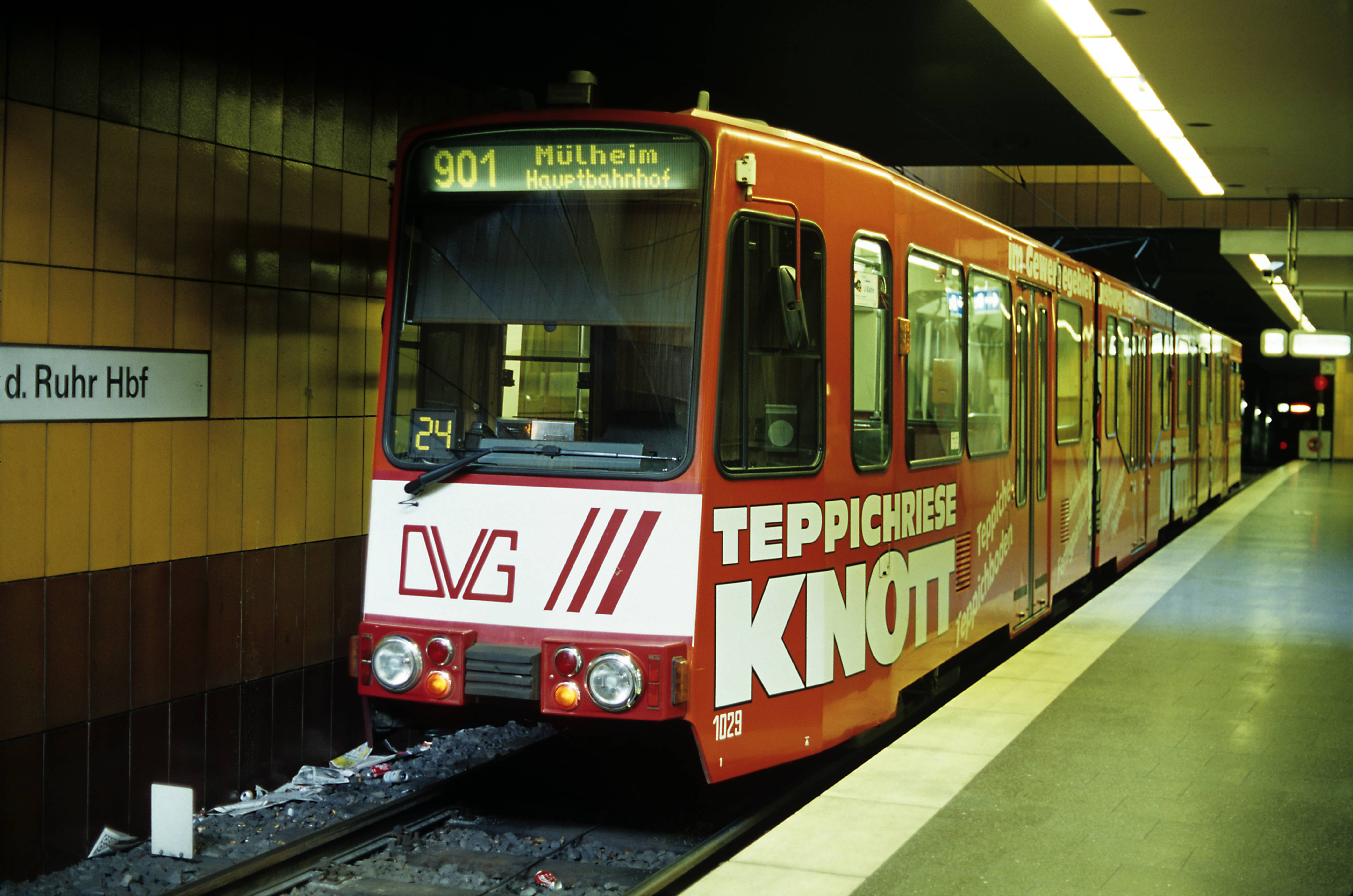
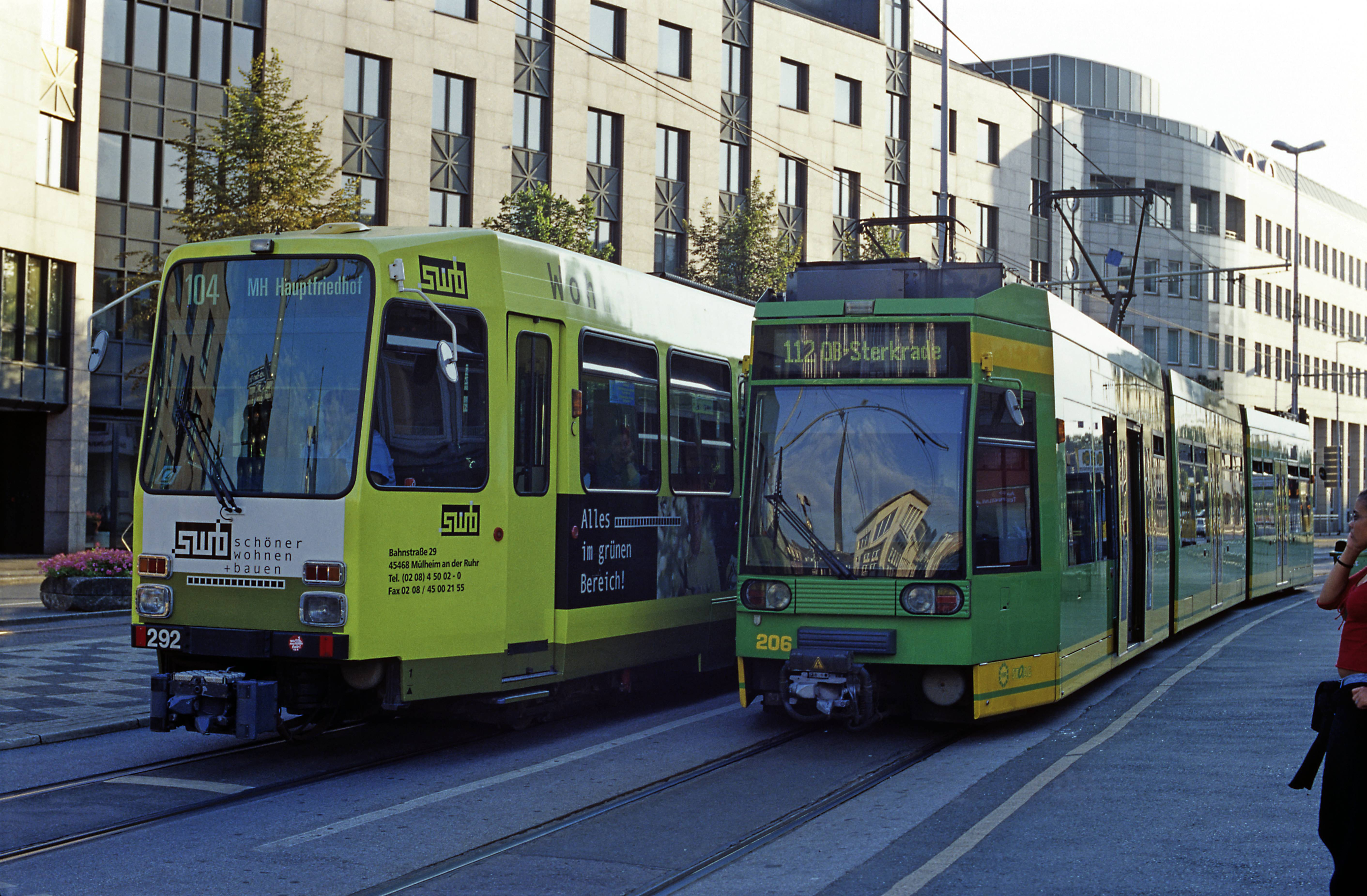
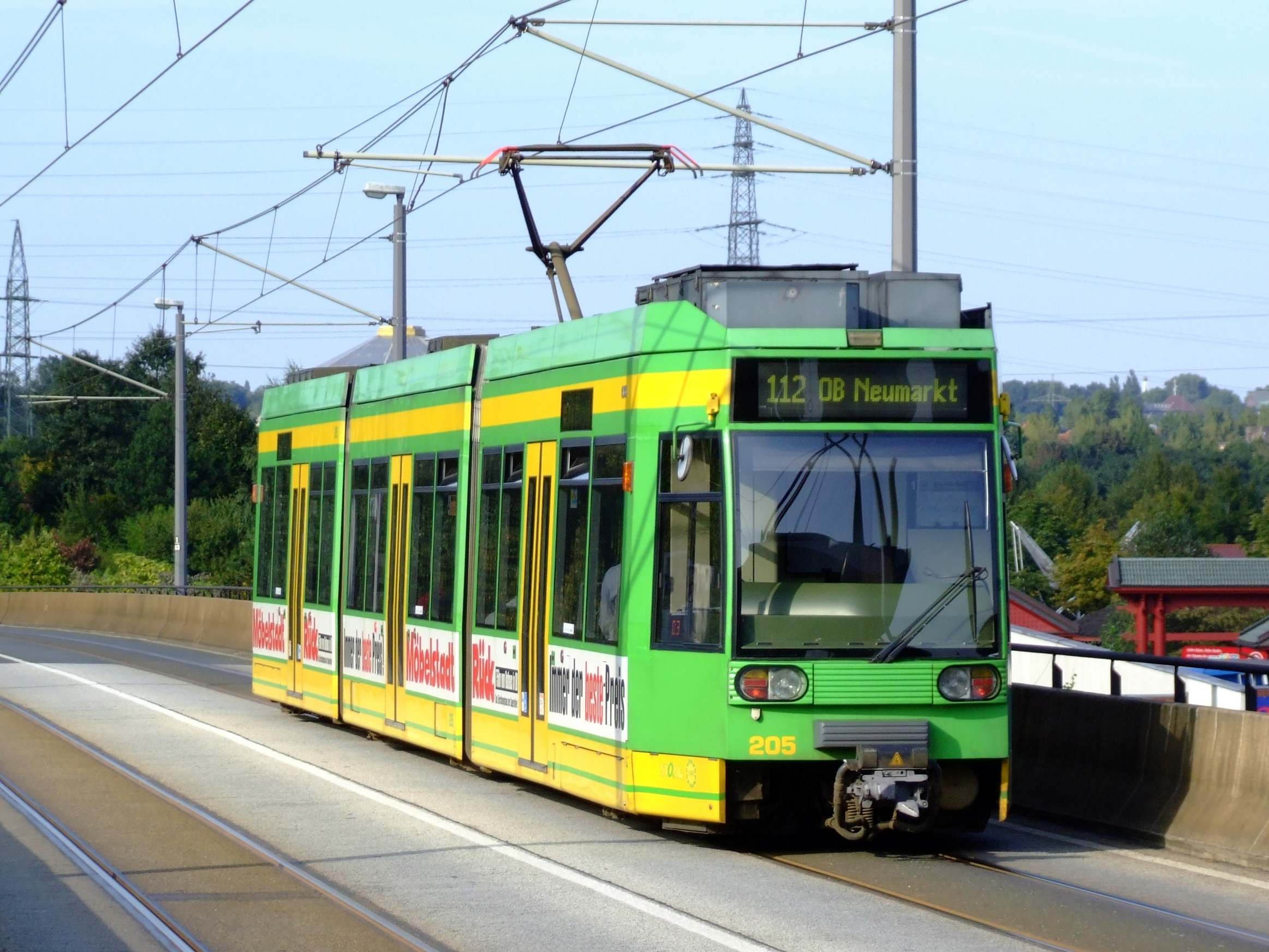
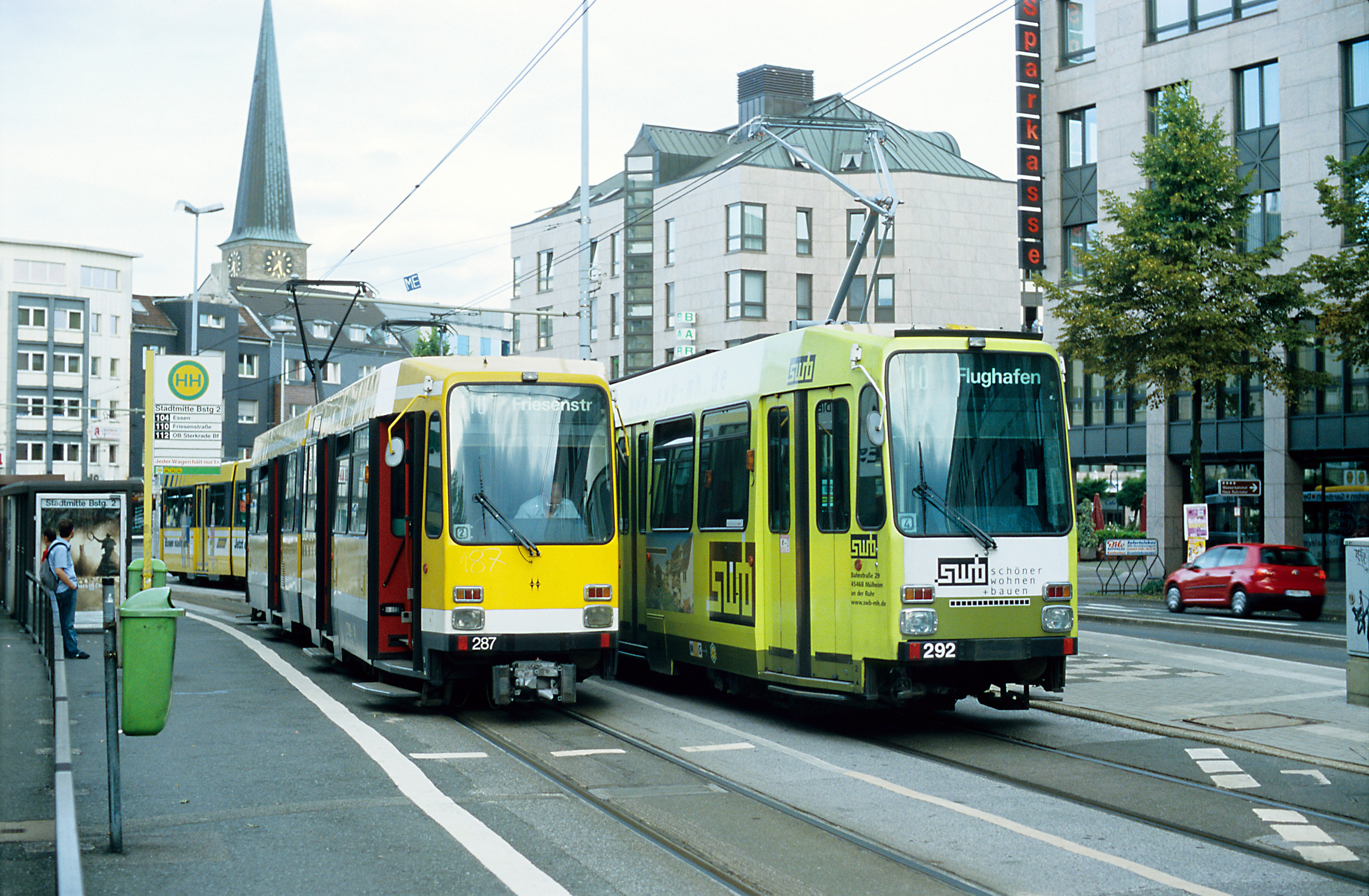